# Thalassodes clarifimbria
Thalassodes clarifimbria är en fjärilsart som beskrevs av Louis Beethoven Prout 1919. Thalassodes clarifimbria ingår i släktet Thalassodes och familjen mätare. Inga underarter finns listade i Catalogue of Life.